# Портовое (Ленинградская область)
Портовое (до 1948 года Хапарайнен, фин. Haparainen, Keljä) — посёлок в Громовском сельском поселении Приозерского района Ленинградской области.

## Название
Две деревни — Хапарайнен и Келья располагались в семи километрах от церковной деревни Саккола. Границей между деревнями служил небольшой ручей. Северная часть деревни Хапарайнен именовалась Корвенколкка.
В советское время первыми на этих землях поселились работники подсобного хозяйства «Портовик». Селения Ахола, Ванхама, Кеккеля, Келья, Корвенколкка, Лапанен, Осуускауппа, Питкянен, Райвумяки, Сомерикко, Яаккола, объединили в одну деревню, которой 14 января 1948 года было присвоено новое название Портовая.

## История

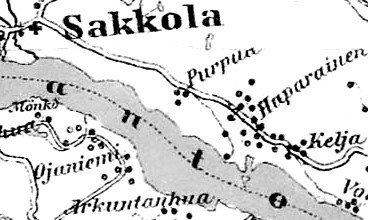
Деревня Хапарайнен на финской карте 1923 года

До 1939 года деревня Хапарайнен входила в состав волости Саккола Выборгской губернии Финляндской республики.
С января 1940 года — в составе Карело-Финской ССР.
С 1 августа 1941 года по 31 июля 1944 года финская оккупация.
С 1 ноября 1944 года учитывалась в составе Саккольского сельсовета Кексгольмского района.
С 1 октября 1948 года — в составе Громовского сельсовета Приозерского района.
С 1 января 1949 года деревня Хапарайнен стала учитываться, как посёлок Портовое в составе Громовского сельсовета Приозерского района.
С 1 февраля 1963 года — в составе Громовского сельсовета Выборгского района.
С 1 января 1965 года — вновь в составе Громовского сельсовета Приозерского района. В 1965 году население посёлка составляло 291 человек. 
По данным 1966, 1973 и 1990 годов посёлок Портовое входил в состав Громовского сельсовета.
В 1997 году в посёлке Портовое Громовской волости проживали 106 человек, в 2002 году — 90 человек (русские — 99 %).
В 2007 году в посёлке Портовое Громовского СП проживали 78 человек, в 2010 году — 75 человек.

## География
Посёлок расположен в восточной части района на автодороге 41К-155 (ст. Громово — паромная переправа).
Расстояние до административного центра поселения — 9 км.
Расстояние до ближайшей железнодорожной станции Громово — 16 км.
Посёлок находится на северном берегу Суходольского озера.

## Демография
| 2007 | 2010 | 2017 |
| ---- | ---- | ---- |
| 78   | ↘75  | ↗77  |

## Улицы
Береговая, Большая, Дачный переулок, Дорожная, Зелёная, Озёрная, Солнечная, Суходольская, Черничная.

## Садоводства
Солнечный пляж.